# Senne (Bielefeld)
Der Stadtbezirk Senne der kreisfreien Stadt Bielefeld in Nordrhein-Westfalen liegt im Süden dieser Stadt zwischen den Stadtbezirken Brackwede und Sennestadt und grenzt im Süden an den Gütersloher Stadtteil Friedrichsdorf. Unter dem Namen Senne I war Senne bis 1972 eine eigenständige Gemeinde im Kreis Bielefeld.

## Geographie

### Geografische Lage
Der Bielefelder Stadtbezirk Senne liegt direkt südlich des Teutoburger Waldes und bedeckt die nördlichen Ausläufer der Senne, nach der er benannt ist.

### Ausdehnung des Gebiets des Stadtbezirks
Der westlichste und der östlichste Punkt des Stadtbezirks Senne liegen etwa zehn, der nördlichste und der südlichste Punkt etwa neun Kilometer Luftlinie voneinander entfernt. Senne umfasst eine Fläche von 32,2 Quadratkilometern.

### Nachbarorte
Im Nordwesten grenzt Senne an den Stadtbezirk Brackwede, im Norden und Nordosten an Gadderbaum und Stieghorst, im Osten und Südosten bildet die A 2 die Grenze zu Sennestadt. Im Süden gegen Verl sowie im Westen und Südwesten gegen die Gütersloher Stadtteile Friedrichsdorf und Avenwedde ist die Stadtbezirksgrenze zugleich die Stadtgrenze Bielefelds.

### Gliederung des Stadtbezirks
Senne I war ursprünglich eine Streusiedlung ohne einen ausgeprägten Dorfkern. Heute haben sich drei größere räumlich getrennte Siedlungsschwerpunkte herausgebildet:
- In der Mitte des Bezirks liegt der Ortsteil Windelsbleiche, der sich seit der Mitte des 19. Jahrhunderts rund um einen industriellen Kern gebildet hat. Er bildet mit dem Bezirksamt sowie einem Einkaufszentrum den Kern des Stadtbezirks.

- Im Norden des Bezirks liegt der Ortsteil Buschkamp, der sich seit den 1920er Jahren beiderseits der Bundesstraße 68 als reines Wohngebiet entwickelt hat.

- Im Süden des Bezirks liegt der Ortsteil Windflöte, der nach dem Zweiten Weltkrieg zunächst als Flüchtlingssiedlung entstand.

Daneben existieren noch weitere in den letzten Jahrzehnten entstandene Siedlungsgebiete wie die Schillingshofsiedlung und die Vennkampsiedlung.

## Geschichte

### Senne I
Die Geschichte Sennes lässt sich bis ins 12. Jahrhundert mit der Ansiedlung von fünf Höfen zurückverfolgen. 1676 wird die Bauerschaft Senne erstmals urkundlich erwähnt. Senne gehörte bis zur Franzosenzeit zur Vogtei Brackwede im Amt Sparrenberg der Grafschaft Ravensberg, die benachbarte Bauerschaft Heepen-Senne zur Vogtei Heepen. Von 1807 bis 1813 gehörte Senne zum Kanton Brackwede des Königreichs Westphalen. 1811 wechselte Heepen-Senne als Senne II aus dem Kanton Heepen in den Kanton Brackwede. Gleichzeitig erfolgte die Umbenennung von Senne zu Senne I. Nach der 1813 erfolgten Rückkehr unter preußische Herrschaft wurde diese Verwaltungsgliederung beibehalten. Senne I gehörte bis zum 31. Dezember 1969 zum Amt Brackwede des Kreises Bielefeld und war danach noch bis zum 31. Dezember 1972 amtsfreie Gemeinde.

### Stadtbezirk Senne
Am 1. Januar 1973 wurden Senne I durch die Kommunale Neugliederung in die kreisfreie Stadt Bielefeld eingemeindet und der Stadtbezirk Senne gebildet. Die östlich der Autobahn A2 gelegenen Gebiete von Senne I kamen zum Stadtbezirk Sennestadt, während alle westlich der Autobahn gelegenen Gebiete von Sennestadt zu Senne kamen. Der Sennefriedhof, bis dahin zum größten Teil in Brackwede gelegen, kam vollständig zu Senne. Die Rosenhöhe mit dem damaligen Kreiskrankenhaus und der damaligen Kreisberufsschule, bis dahin zu Senne I gehörig, kam zum Stadtbezirk Brackwede. Ein Teilgebiet von Senne I mit damals etwa 370 Einwohnern wurde in die Stadt Gütersloh eingegliedert.
Das Bezirksamt von Senne befindet sich in der Windelsbleicher Straße 242. Dort befand sich bis 1972 auch die Gemeindeverwaltung von Senne I.

### Einwohnerentwicklung

Einwohnerentwicklung von Senne (Bielefeld) von 1812 bis 2015 nach nebenstehender Tabelle

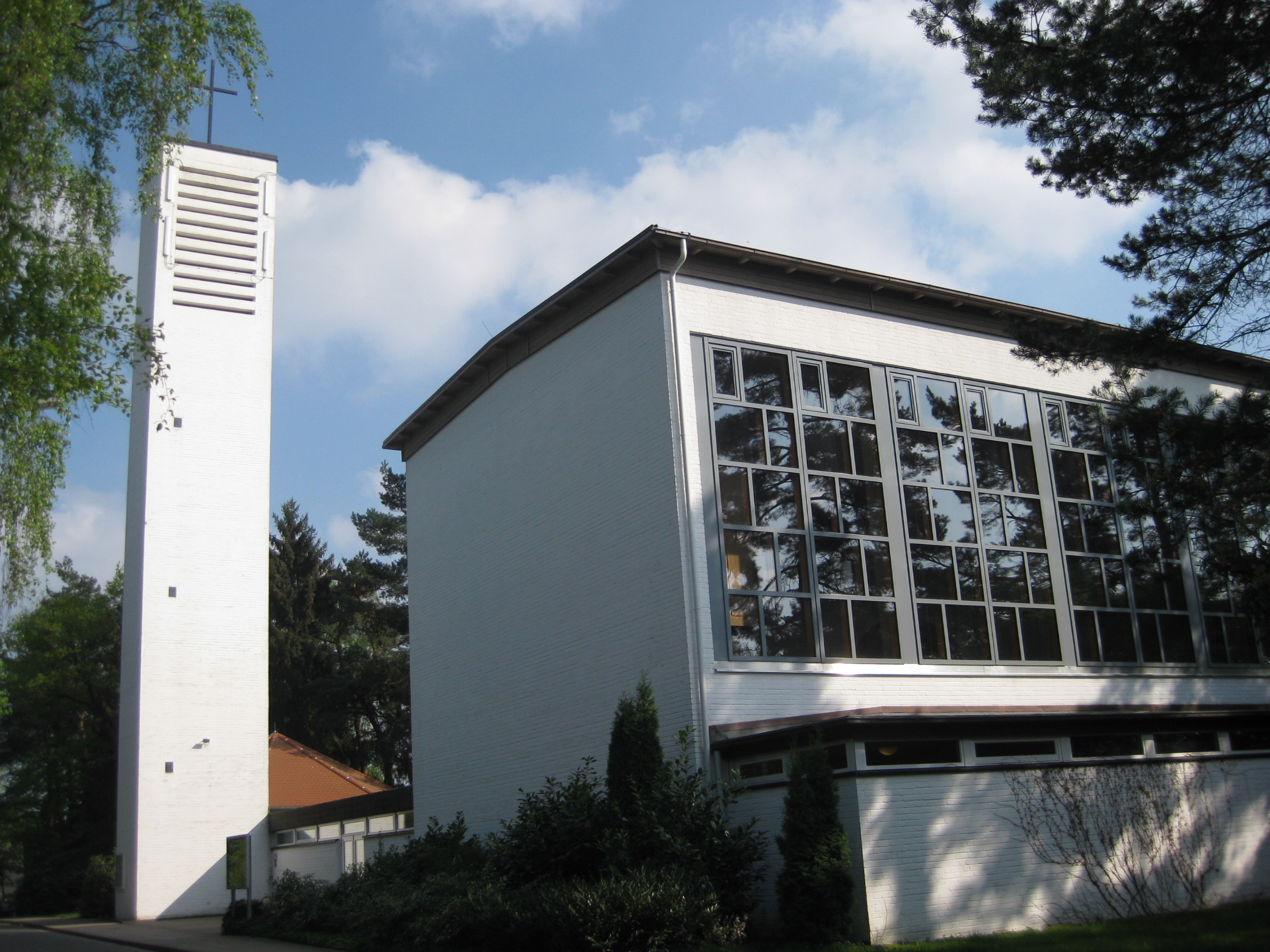
Die Friedenskirche

| Jahr | Einwohner | Quelle |
| ---- | --------- | ------ |
| 1812 | 01.312    | [ 3 ]  |
| 1843 | 01.965    | [ 4 ]  |
| 1864 | 01.746    | [ 5 ]  |
| 1885 | 01.621    | [ 6 ]  |
| 1910 | 02.696    | [ 7 ]  |
| 1925 | 03.604    | [ 6 ]  |
| 1939 | 06.273    | [ 6 ]  |
| 1946 | 08.414    | [ 8 ]  |
| 1961 | 13.707    | [ 1 ]  |
| 1966 | 16.374    | [ 9 ]  |
| 1970 | 17.421    | [ 1 ]  |
| 1972 | 18.459    | [ 10 ] |
| 2010 | 20.062    | [ 11 ] |
| 2013 | 20.184    | [ 12 ] |
| 2015 | 20.366    | [ 13 ] |
| 2019 | 21.135    | [ 14 ] |
| 2021 | 21.123    | [ 15 ] |
| 2022 | 21.321    | [ 16 ] |
| 2023 | 21.333    | [ 17 ] |
| 2024 | 21.362    | [ 18 ] |

## Religionen
In Senne gibt es seit dem 1. Januar 2006 die Emmaus-Kirchengemeinde, die 2005 aus drei separaten evangelisch-lutherischen Kirchengemeinden entstand. Vorgängergemeinden waren
- die Luther-Kirchengemeinde in Windflöte mit etwa 1500 Mitgliedern, 1963 hervorgegangen aus der Evangelischen Kirchengemeinde Friedrichsdorf
- die Christus-Kirchengemeinde in Windelsbleiche. Windelsbleiche gehörte ursprünglich zur Kirchengemeinde Brackwede. 1923 wurde das Gemeindehaus mit Kirchsaal eingeweiht und 1956 die Christuskirche errichtet. 1958 erhielt die Christus-Kirchengemeinde, die zuletzt etwa 3.600 Mitglieder hatte, ihre Selbstständigkeit
- die Friedens-Kirchengemeinde in Buschkamp, die seit 1952 selbstständig war und etwa 3600 Mitglieder hatte. Auf ihrem Gebiet finden das Sennetreffen und die Waterbörgottesdienste statt.

Die Emmaus-Gemeinde gehört zum Kirchenkreis Gütersloh der Evangelischen Kirche von Westfalen.
Die Katholische Kirchengemeinde St. Bartholomäus in Senne gehört zum Dekanat Bielefeld-Lippe des Erzbistums Paderborn. Die Gemeinde hat etwa 3550 Mitglieder, für die es zwei Kirchen gibt, in Windelsbleiche die Haupt- und Pfarrkirche „St. Bartholomäus“ und für den Bereich Buschkamp die Kirche „Auferstehung Christi“. Eine dritte katholische Kirche, „St. Johannes“ in der Windflöte, wurde aufgrund einer defekten Dachkonstruktion am 3. Dezember 2006 profaniert und im April 2008 abgerissen. Gemeinsam mit den Gemeinden aus den Stadtbezirken Brackwede und Sennestadt bildet die Gemeinde seit dem 1. Januar 2014 die katholische Pfarrei St. Elisabeth Bielefeld, nachdem sie vorher zusammen als Pastoralverbund organisiert waren.
Die Neuapostolische Kirchengemeinde befand sich bis zum September 2009 am Ehrenkamp. Seit der Fusion mit den ehemaligen Gemeinden Brackwede und Gadderbaum gehören ihre Mitglieder zur neuen Gemeinde Bielefeld-Süd, welche ihr Kirchenlokal in Brackwede an der Normannenstraße hat.

## Politik
Seit der Kommunalwahl 2020 setzt sich die Bezirksvertretung Senne wie folgt zusammen:
| Sitzverteilung in der Bezirksvertretung Senne 2020Insgesamt 15 Sitze - Linke: 1 - SPD: 3 - Grüne: 3 - CDU: 7 - FDP: 1 Bezirksvertretungswahl 2020in Prozent %50403020100 43,119,217,67,33,89,0 CDUSPDGrüneFDPLinkeSonst.fGewinne und Verlusteim Vergleich zu 2014 %p 6 4 2 0 −2 −4 −6 −8−10−12+3,5−10,8+5,9+4,0−1,3CDUSPDGrüneFDPLinkeSonst.Anmerkungen:f darunter u. a. BfB 2,8 % (−7,5 %) |

Der Stadtbezirk Senne gilt in Bielefeld als CDU-Hochburg. Seit 1979 stellt die Partei hier den Bezirksbürgermeister (bis 2010 Bezirksvorsteher) und ist die stärkste Partei.

## Städtepartnerschaft
Die Gemeinde Senne I begründete 1969 eine Städtepartnerschaft mit der französischen Stadt Concarneau in der Bretagne. Die Partnerschaft wird seit 1973 vom Stadtbezirk Senne fortgeführt.

## Kultur und Sehenswürdigkeiten

### Museen
Zu den Museen im Bielefelder Stadtbezirk Senne gehören der Museumshof Senne, das Heimatmuseum Senne und das Museum Osthusschule.

### Bauwerke
In dem noch stellenweise recht ländlich geprägten Stadtteil hat sich eine größere Anzahl von bäuerlichen Kulturdenkmalen erhalten. Das älteste Fachwerkgebäude befindet sich auf dem Hof Obbelode, Friedrichsdorfer Straße 190. Es handelt sich um einen Zweiständerbau von 1582, dessen Seitenwände in jüngerer Zeit massiv erneuert wurden. 1749 wurde das Haus umgebaut und erweitert. Der Torbalken trägt folgende Inschrift: JOHAN DIRCK UBLODE UND AGNETE ILSABEIN SCHULTE AUF DEM ERLEY
DIESE BEIDEN EHLOTE HABEN DIS BAUWEN UND AUFRICHTEN LASEN DEN 25 JULIUS 1749 M. ANDREAS KAMPETER ANNO M. JOH. 1582. Ein weiterer Umbau erfolgte nach der Inschrift auf der rechten Seitentür in der ersten Hälfte des 19. Jahrhunderts: ARDINOLT REINHART OBELOTE UND ANNA CATRINA MARIA DEPENBROCKS HABEN DIESES HAUS IM JAHR 1822 UND DEN 28. JULI BAUET UND AUFRICHTEN LASSEN M.P. Noch während des Dreißigjährigen Krieges entstand das Hauptgebäude des Hofes Niemann, Krackser Str. 72. Das ebenfalls als Zweiständer-Fachwerkbau erstellte Haus ist 1626 bezeichnet. Sein Wohnteil wurde später modernisiert. 2005 wurde das nicht unter Denkmalschutz stehende Gebäude durch Umbauten stark verändert. Auf dem Hof Niedergassel (Gasselstraße 130) findet sich ein zweigeschossiges Speichergebäude von 1777, das zugleich als Backhaus diente. Es gehört zu den letzten Vertretern dieses Typs in Bielefeld.

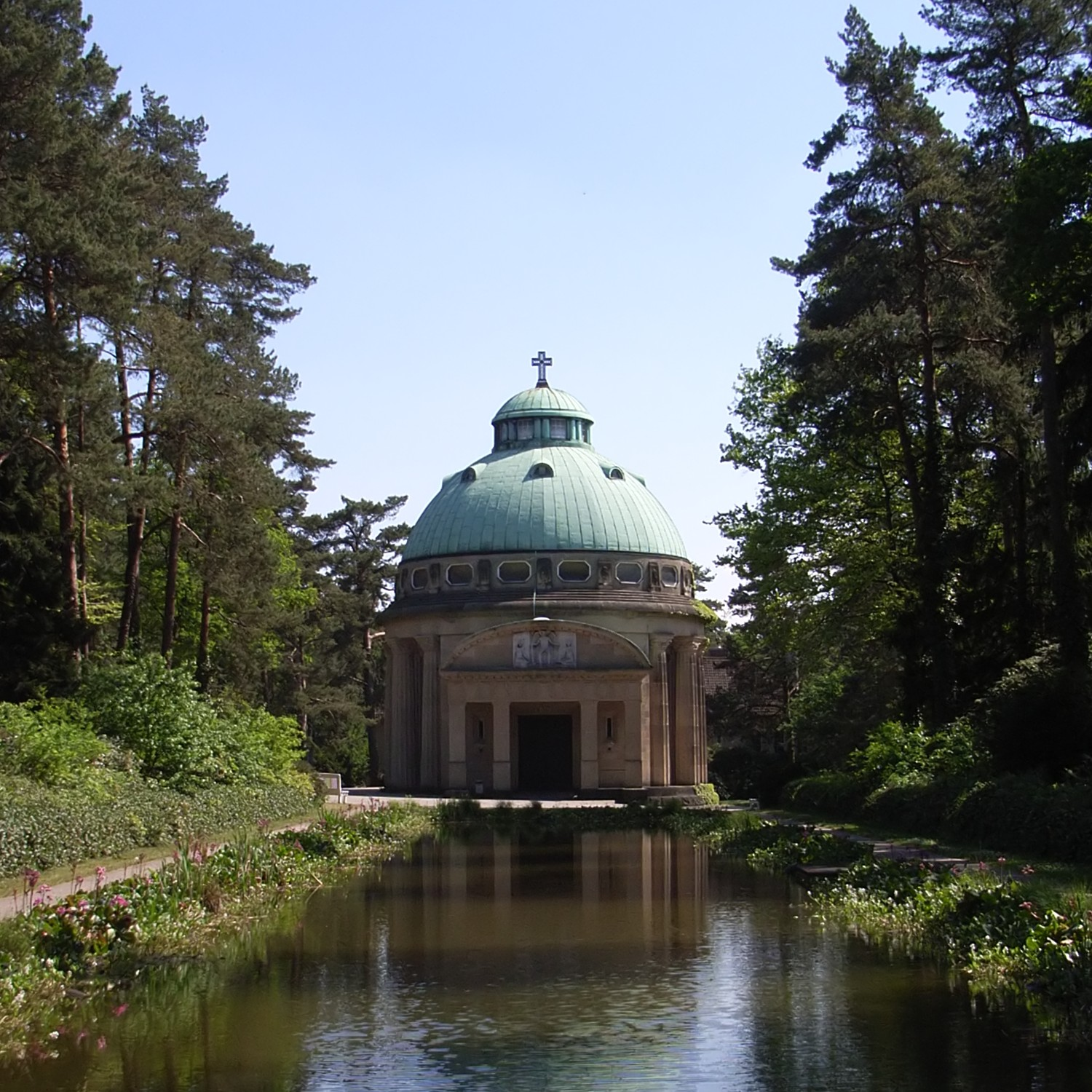
Alte Kapelle des Sennefriedhofs

### Sennefriedhof
Der flächengrößte Friedhof der Stadt Bielefeld ist mit rund 100 Hektar Größe der Sennefriedhof, ein typischer Waldfriedhof, der mit seiner ganzen Fläche zum Gebiet des Stadtbezirks Senne gehört und an den der Stadtbezirk Brackwede grenzt. Der Sennefriedhof ist der drittgrößte städtische Friedhof Deutschlands. Schon Anfang des 20. Jahrhunderts gab es erste Planungen, einen Friedhof vor den Toren der wachsenden Stadt Bielefeld anzulegen, weil man erkannt hatte, dass die innerstädtischen Friedhöfe aufgrund der steigenden Bevölkerungszahlen bald nicht mehr ausreichen würden. Eröffnet wurde der Sennefriedhof am 15. August 1912, bereits damals hatte er eine Ausdehnung von 72 Hektar. Im Juni 1913 wurde die von Stadtbaurat Friedrich Schultz im Reformstil entworfene, 24 Meter hohe Friedhofskapelle eingeweiht. Den Giebel der Eingangshalle aus Tuff schmückt ein Relief des Bildhauers Hans Perathoner.

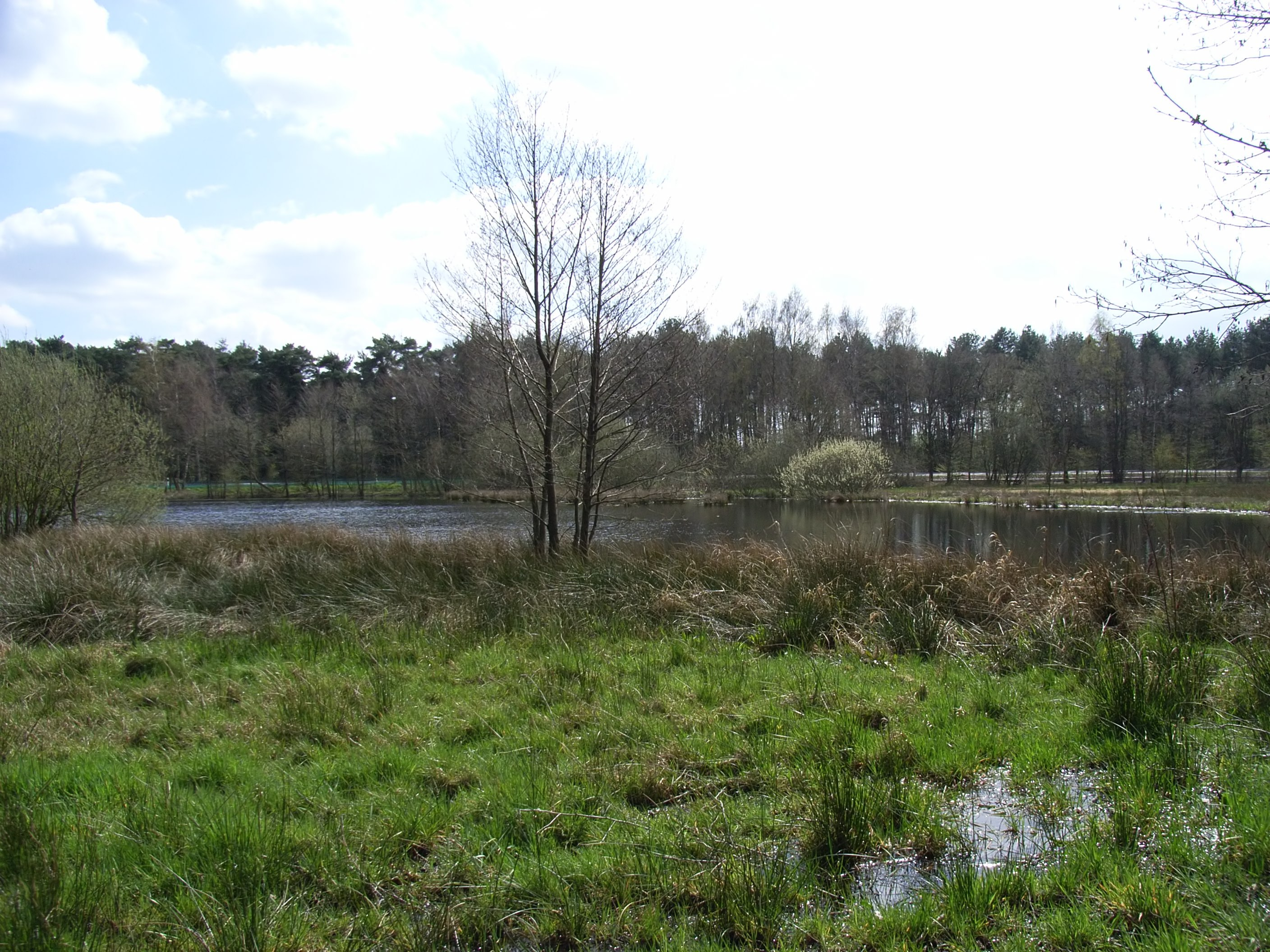
Kampeters Kolk

### Natur
Die Rieselfelder Windel sind ein bedeutendes Naturschutzgebiet, das vielen selten gewordenen Tierarten einen ungestörten Lebensraum bietet. Nicht wenige der in Bielefeld vorkommenden Vogelarten sind ausschließlich hier zu beobachten.
Kampeters Kolk wurde bereits 1932 als Naturdenkmal ausgewiesen. Das Herzstück des unweit der Grundheider Schule gelegenen und 2 ha großen Geländes bildet ein ehemals nährstoffarmer Heideweiher.
Ein erst 2005 ausgewiesenes und somit recht junges Schutzgebiet ist die Heidefläche Südkamp nahe dem Bielefelder Autobahnkreuz.
Auf dem Gebiet des Stadtteils befindet sich mit der Zwergenhöhle die einzige Höhle im Bielefelder Stadtgebiet.

### Regelmäßige Veranstaltungen
| Monat     | Datum         | Name der Veranstaltung | Ort                | Bemerkungen                                                        |
| --------- | ------------- | ---------------------- | ------------------ | ------------------------------------------------------------------ |
| Juli      | 2. Wochenende | Senner Sommer          | Senner Marktplatz  | Stadtteilfest                                                      |
| August    | 2. Wochenende | Feuerwehrfest          | Feuerwache Senne   |                                                                    |
|           | k. A.         | Rock on the Beach      | Senner Waldbad     | Festival lokaler Bands                                             |
| September | 3. Wochenende | Sennefest              | Schulzentrum Senne | Stadtteilfest der Senner Vereine mit Flohmarkt und vielen Aktionen |

| Festtag   | Name der Veranstaltung | Ort                  | Bemerkungen               |
| --------- | ---------------------- | -------------------- | ------------------------- |
| Ostern    | Osterfeuer             | Festplatz am Waldbad |                           |
| Pfingsten | Oldtimertreffen        | Museumshof Senne     | in der Regel mit Big Band |

## Infrastruktur und Wirtschaft

### Verkehr

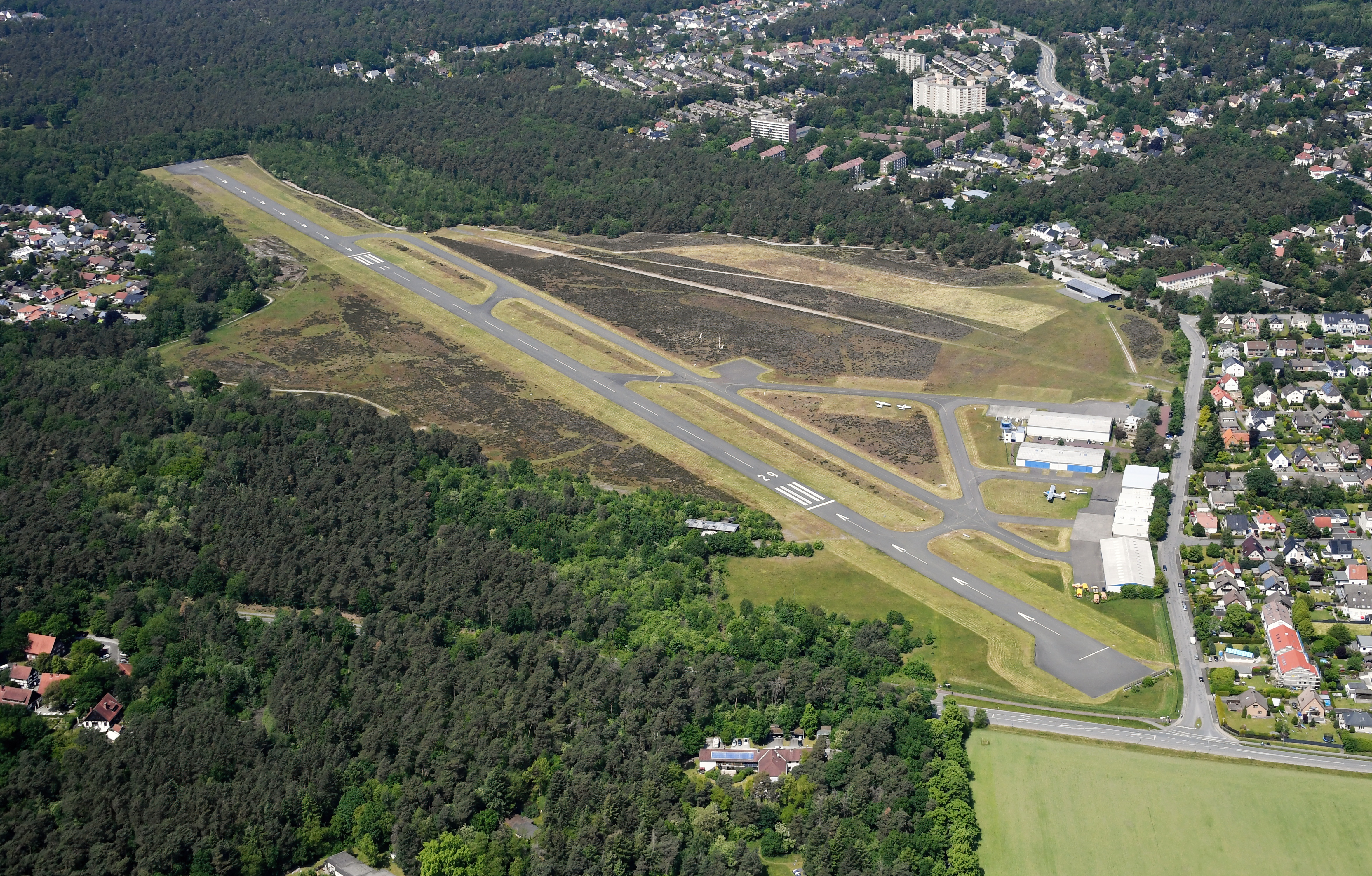
Flugplatz Bielefeld

#### Luftverkehr
Zwischen den Senner Ortsteilen Windelsbleiche und Buschkamp liegt der Flugplatz Bielefeld. Er verfügt über eine knapp 1.300 Meter lange asphaltierte Start- und Landebahn. Der Flugplatz wird von regionalen Unternehmen, Privatpersonen und örtlichen Luftsportvereinen genutzt.

#### Schienen- und Busverkehr
Der Haltepunkt Windelsbleiche in Senne liegt an der Bahnstrecke Paderborn–Brackwede, auf der die Regionalbahnlinie 74 Bielefeld–Schloß Holte–Paderborn verkehrt. Ein weiterer Haltepunkt Bielefeld-Senne liegt an der Windelsbleicher Straße. Der Haltepunkt Brackwede-Süd liegt direkt nördlich der Stadtbezirksgrenze. Dieser wird seit dem 10. Dezember 2011 jedoch nicht mehr bedient. Durchgeführt wird der Schienenpersonennahverkehr (SPNV) von der NordWestBahn.
Die Linie 1 der Bielefelder Stadtbahn hat zwei Haltepunkte im Nordwesten des Stadtbezirks, darunter der Endhaltepunkt „Senne“. Die übrigen Bereiche werden mit Buslinien u. a. von moBiel und BVO abgedeckt. Die wichtigsten Buslinien sind die Linien 36 (Senne Stadtbahn–Sieker), 94 (Brackwede–Gütersloh) und 135 (Senne Stadtbahn–Sennestadt).
Für den gesamten öffentlichen Personennahverkehr gilt der Westfalentarif und der NRW-Tarif.

#### Straßen

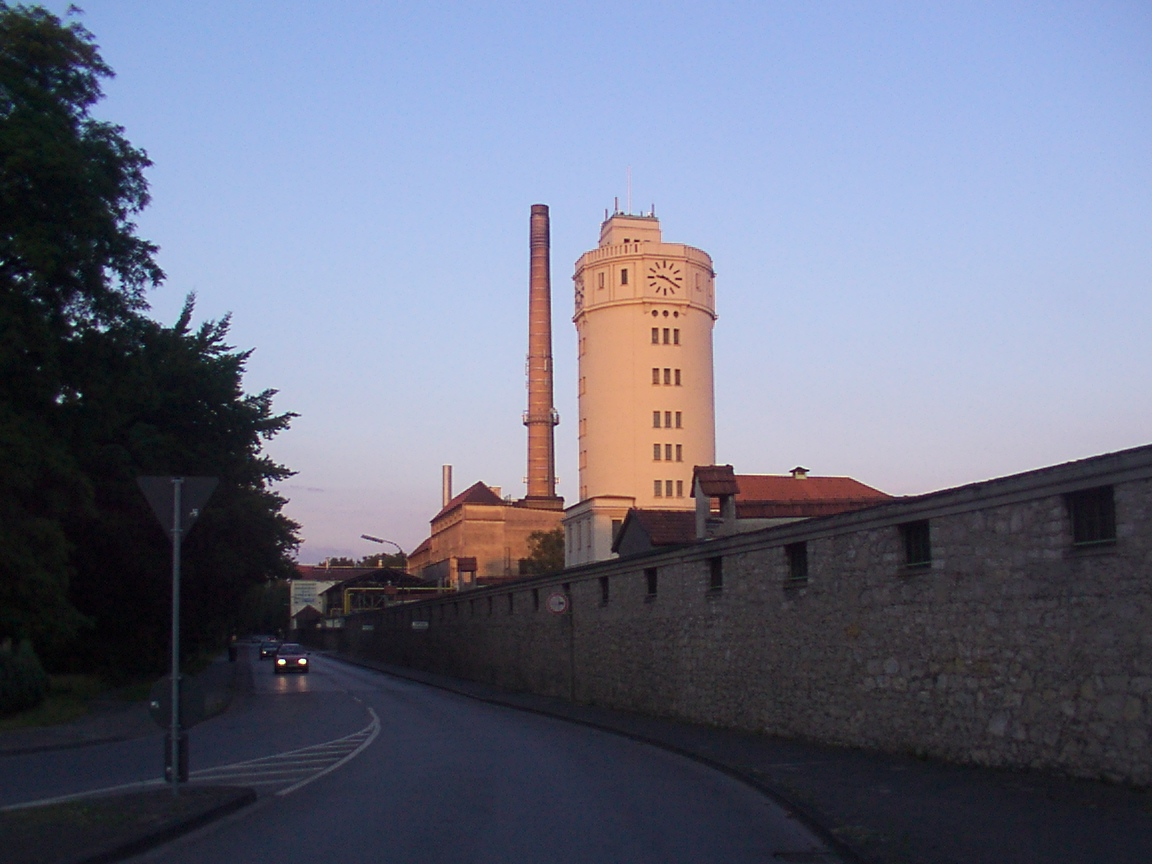
„Windelturm“

Senne ist über die Anschlussstelle Bielefeld-Süd an die A 2 Hannover–Dortmund sowie über die Anschlussstelle Bielefeld-Senne an die A 33 Osnabrück–Paderborn angeschlossen. Letztere liegt an der Buschkampstraße zwischen den Ortsteilen Windflöte und Windelsbleiche. Die A 2 bildet die Grenze zum Stadtbezirk Sennestadt. Teilweise auf Senner Gebiet liegt auch das Autobahnkreuz Bielefeld, durch das die A 2 und die A 33 verknüpft sind. Neben der L 756 von Brackwede nach Paderborn (ehemalige B 68) sind die Windelsbleicher Straße und die Buschkampstraße die wichtigsten Durchgangsstraßen im Bezirk.

### Wirtschaft
In Senne sind einige bedeutende Unternehmen ansässig, die nicht nur für Bielefeld, sondern auch für die Nachbarkreise wichtige Arbeitgeber sind.
In der Textilbranche ist die Textilveredlungsfirma TexTeam Windel eines der bekanntesten Traditionsunternehmen. In unmittelbarer Nachbarschaft werden in der zum Parker-Hannifin-Konzern gehörenden Metallfabrik Ermeto Armaturen (Ermeto-Armaturen GmbH) für den Weltmarkt produziert. Ebenfalls in Windelsbleiche An der Friedrichsdorfer Straße befindet sich die Firma Menzel Maschinenbau. Ein weiteres Senner Unternehmen ist Schneider Großküchentechnik. Die bedeutendste Wohnungsbaugenossenschaft in Senne ist die Gemeinnützige Siedlungs- und Wohnungsbaugenossenschaft Senne eG.

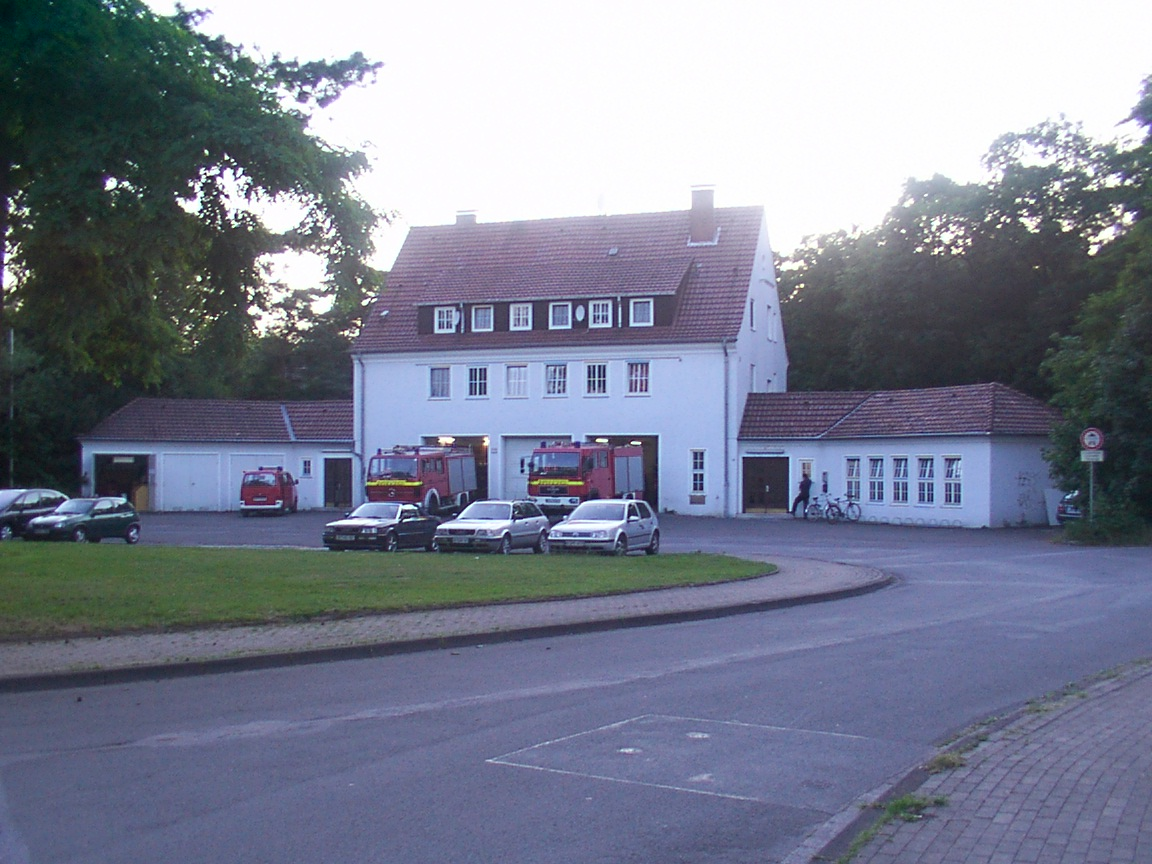
Feuerwache Süd

### Öffentliche Einrichtungen
Senne hat mit dem Waldbad, das in Windelsbleiche in unmittelbarer Nähe der Sportanlage des TuS 08 Senne I liegt, eines der schönsten Freibäder der Stadt. In Windelsbleiche befindet sich auch die Feuerwache Süd der Bielefelder Berufsfeuerwehr und die Löschabteilung Senne der Freiwilligen Feuerwehr. Im Westen des Stadtbezirks nördlich von Windflöte liegen die JVA Bielefeld-Senne und die Außenstelle Senne der JVA Bielefeld-Brackwede.

### Sport
Bekanntester Sportverein ist der TuS 08 Senne I, der neben Fußball auch Turnen und Wasserball anbietet. Früher wurde auch erfolgreich Handball gespielt, bis 1994 die Handballabteilungen der früheren Rivalen TuS 08 Senne I und Sportfreunde Sennestadt zum HT Sportfreunde Senne fusionierten. Die 1. Damenmannschaft spielt in der Verbandsliga, die 1. Herrenmannschaft schaffte im Jahr 2015 nach 20 Jahren Abwesenheit, die Rückkehr in die  Landesliga. Im Ortsteil Windflöte ist der Fußballverein Fortuna Windflöte ansässig. Der Tennisclub Rot-Weiß Senne hat seinen Sitz an der Friedhofsstraße. Gegenüber dem Flugplatz befindet sich eine Bogensportanlage. Auch erwähnenswert ist der Verein für Ballonsport. Der größte ansässige Fischereiverein ist der 1961 gegründete SFV Senne e. V., der den Sennesee in Hövelriege, Kreis Paderborn, besitzt. Außerdem werden viele Trendsportarten in den hiesigen Vereinen angeboten.

### Bildung
Das Bildungsangebot des Stadtbezirks umfasst eine Realschule und drei Grundschulen. Bis 2016 existierte auch noch eine Hauptschule, welche aufgrund der sinkenden Schülerzahl geschlossen wurde. Hinzu kommen die Westfälische Schule für Gehörlose und Schwerhörige sowie die Westfälische Schule für Körperbehinderte. In unmittelbarer Nähe der Realschule befindet sich im Schulzentrum Senne auch die Volkshochschule Senne.

## Persönlichkeiten
- Hermann Windel (1839–1894), Gründer der „Windelsbleiche“ 1872